# Détective Conan : Croisement dans l'ancienne capitale
Détective Conan : Croisement dans l'ancienne capitale (名探偵コナン 迷宮の十字路, Meitantei Konan: Meikyū no Kurosurōdo) est un film d'animation japonais réalisé par Kenji Kodama, sorti en 2003
Il s'agit du septième film  tiré du manga Détective Conan.

## Synopsis
Dans un temple de Tokyo, trois hommes se réunissent secrètement lorsque surgit subitement une ombre noire portant un masque d'Okina qui les élimine un à un, à l'aide d'un arc et d'une épée. Au même moment, à Osaka et Kyôto, deux meurtres sont également commis.
L'enquête des forces de police démontre que ces cinq individus appartenaient à un même groupe de voleurs appelé "Genjibotaru", qui avait déjà sévi dans les villes de Tôkyô, Osaka et Kyôto, dérobant divers objets et œuvres d'art. La police, elle, traine sur cette affaire et ne parvient pas à trouver le mobile de ces différents meurtres : vengeance ? conflits internes.
Dans ce climat de confusion, Conan débarque à Kyôto dans la région d'Osaka - accompagné de Kogoro, Ran et Sonoko - voir Heiji et Kazuha. Heiji et Conan s'allient une fois de plus pour prendre l'affaire en main et vont faire de telles découvertes... qu'ils seront la cible du tueur...

## Fiche technique
- Titre original : Meitantei Konan: Meikyū no Crossroad (名探偵コナン 迷宮の十字路?)
- Titre français : Détective Conan : Croisement dans l'ancienne capitale
- Société de production : Tokyo Movie Shinsha
- Durée : 108 minutes
- Dates de sortie : le 19 avril 2003 en salles japonaises